# Гамбеллара
Гамбеллара (итал. Gambellara) — коммуна в Италии, располагается в провинции Виченца области Венеция.
Население составляет 3200 человек, плотность населения составляет 267 чел./км². Занимает площадь 12 км². Почтовый индекс — 36053. Телефонный код — 0444.
Покровитель коммуны — святой апостол Марк, празднование 25 апреля. 

## Города-побратимы
- Бутера, Италия